# 帕尼帕特塔拉夫拉杰普坦
帕尼帕特塔拉夫拉杰普坦（Panipat Taraf Rajputan），是印度哈里亚纳邦Panipat县的一个城镇。总人口18806（2001年）。

## 人口
该地2001年总人口18806人，其中男性10927人，女性7879人；0—6岁人口3299人，其中男1818人，女1481人；识字率48.45%，其中男性为57.93%，女性为35.31%。